# Ostra (Marche)
Ostra település Olaszországban, Marche régióban, Ancona megyében. Lakosainak száma 6282 fő (2023. január 1.). Ostra Belvedere Ostrense, Corinaldo, Montecarotto, Ostra Vetere, Trecastelli és Senigallia községekkel határos.

## Népesség
A település lakossága az elmúlt években az alábbi módon változott:
| Lakosok száma | 6792 | 6746 | 6282 |
|               | 2017 | 2018 | 2023 |